# Église Notre-Dame du Remède
Pour les articles homonymes, voir église Notre-Dame.
L'église Notre-Dame du Remède (catalan : Mare de Déu del Remei) est une église romane située à Maureillas-las-Illas, dans le département français des Pyrénées-Orientales.

## Situation et accès
L'église se trouve sur une hauteur, sur la route reliant les hameaux de La Selva et Las Illas, à mi-chemin entre les deux, sur le territoire de la commune de Maureillas-las-Illas, dans le département français des Pyrénées-Orientales.
La route départementale 13f qui permet de rejoindre ce monument est carrossable mais également balisée en tant que sentier de grande randonnée 10.